# 七戸氏
七戸氏（しちのへし）は、七戸地方（現青森県七戸町周辺）に拠った南部氏の一族にして家臣。居城は七戸城。時代によって血筋の異なる家が存在する。

## 七戸朝清の七戸氏
南部氏初代・南部光行の四男・朝清が七戸氏を名乗ったと『系図纂要』の南部系図にみえ、また「祐清私記」に光行の三男の朝清が九戸郡久慈村に在って久慈氏を名乗り、のち七戸へ移って七戸氏を称したとある。『三翁昔話』には七戸氏・久慈氏の先祖として光行の六男・朝清がみえる。一方で『寛政重修諸家譜』や「南部家伝旧正録」には記載されない。
朝清の後は系図により異なる。まず「系胤譜考」や「参考諸家系図」の七戸家系図などによると、朝清の次代に2流に分かれたという。長男・光奥が久慈氏祖になり、次男・光継が七戸郷を継承して七戸氏となった。光継のあと、清行、行実、政朝（実は新田政持の子）、政安（のち朝慶）、慶武と続き、数代不詳の時期を経て、慶国、直国、家国となる。この家国は九戸政実の乱で、九戸氏方につき敗北、斬首となった。のち家国の孫・政高が70石で陸奥盛岡藩に出仕したという。また4代目の行実の兄・慶治は横浜氏として分家し、のち慶武の弟・慶則が横浜氏へ養子（養父の名は不詳）に入った。
一方、分家の横浜氏の系譜は七戸本家と全く異なる。久慈光奥・七戸光継はみえず、朝清の後は七戸実清と久慈治清がある。七戸実清のあとは、慶清、信清、慶春、慶之、朝慶、慶武と続く。横浜氏のはじまりは慶武の弟・慶則である。
朝清の後の先祖が異なるのに、どちらも子孫は朝慶や慶武など共通の人物がみえている。『上北町史 上巻』では、この光継系七戸氏と横浜氏所伝の実清系七戸氏の2流あり、光継系が横浜の実清系を統合したとみなす。また七戸本宗家（光継系）が横浜に移ったとし、その原因は七戸に工藤氏が入ってきたためという。
しかしこの七戸氏が七戸（のちの上北郡）のどこに所領を持っていたのかは不明である。八戸氏の伝承や当時の古文書によると、八戸氏が七戸を領する前には工藤氏が七戸にあり、朝清の七戸氏の動向はみえない。七戸地方の一部のみにあったと考えられる。

### 七戸氏系図（三子説）
```
凡例
```

```
　　　　　　　　　　　　　　　　　　　　　　　
南部光行

　　　　　　┏━━━━┳━━━━┳━━━━━━━╋━━━━┳━━━━━┓
　　　　 
一戸行朝
　
南部実光
　
波木井実長
　
七戸太郎三郎
　
四戸宗朝
　
九戸行連

　　　　　（
一戸氏
）（
三戸氏
）（
八戸氏
） 　　　　
朝清
　（
四戸氏
） （
九戸氏
）
　　　　┏━━━━━━━━━━━━━━━━━━━╋━━━━━━━━━━━┓　
　　久慈太郎　  　　　　　　　　　　　　　　七戸三郎　　　　　　　　久慈五郎　　
　　　　光興　  　　　　　　　　　　　　　　　　光継　　　　　　　　　　光治
　　　　┃　　　　　　　　　　　　　　　　　　　┃　　　　　　　　　　　┃
　　久慈尾張　  　　　　　　　　　　　　　　七戸彦三郎
　　　　継治　  　　　　　　　　　　　　　　　　清行
　　　　┃　　　　　　┏━━━━┳━━━━━━━╋━━━━━━┓
　　（
久慈氏
）　　七戸主計　 横浜兵庫介　　　七戸六郎　　　八戸四郎
　　　　　　　　　　　清春　　　 慶治　　　　 　 行実　　　　　光政　
　 　　　　　　　　　　　　　　　┃ 　　　　　　┃　　　（
八戸信光
養子）
　　　　　　　　　　　　　　（
横浜氏
） （
八戸
新田政持二男）
　　 　　　　　　　　　　　　　　　　　 　　　七戸次郎
　　 　　　　　　　　　　　　　　　　　 　　　　　政朝　　　　　　 
　　 　　　　　　　　　　　　　　　　　 　　　　┃ 
　　 　　　　　　　　　　　　　　　　　 　　　七戸右近
　　 　　　　　　　　　　　　　　　　　 　　　　　政安
　　 　　　　　　　　　　　　　　　　　 　　　　┃
　　 　　　　　　　　　　　　　　　　　 　　　　　慶武　　
　　 　　　　　　　　　　　　　　　　　 　　　　∥
　　 　　　　　　　　　　　　　　　　　 　　　　∥
　　 　　　　　　　　　　　　　　　　　 　　　　　慶国 
　　 　　　　　　　　　　　　　　　　　 　　　　┃
　　 　　　　　　　　　　　　　　　　　 　　　七戸彦三郎
　　 　　　　　　　　　　　　　　　　　 　　　　　直国
　　 　　　　　　　　　　　　　　　　　 　　　　┣━━━━━┓
　　　　　　　　　　　　　　　　　　　　　　 七戸彦三郎　七戸大輔
　　　　　　　　　　　　　　　　　　　　　　　　
家国
　　　 慶高
　　 　　　　　　　　　　　　　　　 　　　　　　　　　　　　┣━━━━━━※（新田家）
　　　　　　　　　　　　　　　　　　　　　　　　　　　　　　 慶次
　　 　　　　　　　　　　　　　　　 　　　　　　　　　　　　┃
　　　　　　　　　　　　　　　　　　　　　　　　　　　　　　 政高
　　 　　　　　　　　　　　　　　　 　　　　　　　　　　　　┣━━━━━━━━━━━━━━━━━━━━━━━━━━━━━━━━┓
　　　　　　　　　　　　　　　　　　　　　　　　　　　　　　 慶扶　　　　　　　　　　　　　　　　　　　　　　　　　　　　　　　政玄
　　 　　　　　　　　　　　　　　　　　 　　　　　　　　　　┃　　　　　　　　　　　　　　　　　　　　　　　　　　　　　　　　┣━━━━┓
　　　　　　　　　　　　　　　　　　　　　　　　　　　　　　 慶郷　　　　　　　　　　　　　　　　　　　　　　　　　　　　　　　慶郷　　　慶但
　　 　　　　　　　　　　　　　　　　　 　　　　　　　　　　┣━━━┳━━━━┳━━━━━┳━━━━━━┳━━━━━┓　　　　┃　　(横浜家養子)
　　　　　　　　　　　　　　　　　　　　　　　　　　　　　　 慶貞　　　慶明　　　慶住　　　　政慎　　　　慶智　　　　慶明　　　慶寧　
　　 　　　　　　　　　　　　　　　　　 　　　　　　　　　　┃　　　　　　(岩泉家養子)(久慈家養子)(横浜家養子)(江刺家養子)　　┃
　　　　　　　　　　　　　　　　　　　　　　　　　　　　　　 慶當　　　　　　　　　　　　　　　　　　　　　　　　　　　　　　　慶鋪
　　 　　　　　　　　　　　　　　　　　 　　　　　　　　　　┃　　　　　　　　　　　　　　　　　　　　　　　　　　　　　　　　┃
　　　　　　　　　　　　　　　　　　　　　　　　　　　　　　 長右衛門　　　　　　　　　　　　　　　　　　　　　　　　　　　　　慶武

　　　　　　　　　　　　　　　　　　　　　　　　　　　　 　　　　　※（新田家）━━━━━┓ 
　　　　　　　　　　　　　　　　　　　　　　　　　　　　　　　　　　　　　　　　　　　
新田
百助
　　　　　　　　　　　　　　　　　　　　　　　　　　　　 　　　　　　　　　　　　　　　　┃ 　　
　　　　　　　　　　　　　　　　　　　　　　　　　　　　　　 　　　　　　　　　　　　　　慶景
　　　　　　　　　　　　　　　　　　　　　　　　　　　　　　　　　　　　　　　　　　　　 ┃ 
　　　　　　　　　　　　　　　　　　　　　　　　　　　　　　 　　　　　　　　　　　　　　満慶
　　　　　　　　　　　　　　　　　　　　　　　　　　　　　　　 　　　　　　　　　　　　　┃ 
　　　　　　　　　　　　　　　　　　　　　　　　　　　　　　                           　藤太郎
　　　　　　　　　　　　　　　　　　　　　　　　　　　　　　　                           ┃ 
　　　　　　　　　　　　　　　　　　　　　　　　　　　　　　                 　　　　　　次郎右衛門
```

### 横浜系図（二子説）
```
凡例
```

```
　　　　　　　　　　　 
南部光行

　　　　　　　　　　　　　┃　
　　　　　 　 　　　七戸太郎三郎
　　　　　　　　　　　　
七戸朝清

　　　　　　　　┏━━━━┻━━━━┓　
　　　　　　七戸左近　　　　　　久慈四郎五郎
　　　　　　　　実清　　　　　　 　 治清
　　　　　　　　┃
　　　　　　七戸薩摩
　　　　　　　　慶清
　　　　　　　　┃
　　　　　　七戸左ヱ門尉
　　　　　　　　信清
　　　　　　　　┃
　　　　　　七戸兵部
　　　　　　　　慶春
　　　　　　　　┃
　　　　　　七戸彦三郎
　　　　　　　　慶之
　　　　　　　　┃
　　　　　　七戸右近
　　　　　　　　朝慶
　　　　　　　　┣━━━┳━━━━┳━━━━┳━━━━┓
　　　　　　七戸薩摩　久慈五郎　新田小次郎　女　　横濱兵三郎
　　　　　　　　慶武　　　光治　　　政重　　　　　　　慶則
　　　　　　　　┣━━━━━┓　　　　　　　　　　　　┃
　　　　　　七戸右近　　 久慈平蔵　　　　　　　　　（
横浜氏
）
　　　　　　　　治武　　　　為治　 　　　　　　　　
　　　　　　　　┣━━━━━┳━━━━┓
　　　　　　七戸中務　久慈出羽　久慈備前
　　　　　　　　治宣　　　治清　　　直治
　　　　　　　　　　　　　　┃
　　　　　　　　　　　　（
久慈氏
）
```

### 庶家
- 横浜家
  - 野辺地家

## 八戸氏流七戸氏
八戸（南部）信光の弟・政光が祖父・南部政長から七戸を譲られたことに始まる。政光は七戸城に入って七戸氏を称したが、兄信光の死去で八戸家を継いだ。その後、政光は八戸氏家督を実子ではなく兄の子・長経に譲り、七戸に引退した。そして実子・政慶が七戸城を領して七戸氏を継ぐ。以後七戸城を拠点に活動した。政慶のあとは政慶実弟・光慶、政慶の孫・守慶、守慶の子・政進と続く。5代目は守慶のいとこの朝慶の子・慶武となり、慶国、家国と七戸を支配した。
この七戸氏の系譜にも、朝清流七戸氏と同じく朝慶・慶武・慶国・家国がみえるため、『上北町史 上巻』では、八戸氏流の七戸氏が横浜に移った朝清流七戸氏を再度統合したと考えている。
しかし九戸政実の乱において、七戸氏は九戸方に参加して敗北、当主・七戸家国が九戸政実らとともに斬首となって七戸城主としての七戸氏は滅んだ。家国の子は南部側についた八戸氏の出身だったため助命され、孫・政高のとき70石の盛岡藩士となっている。ただしこの家は自家の祖に南部政光・七戸政慶をおかず、七戸朝清流としている。

### 八戸氏流七戸氏系図
```
凡例

　　　　　　　　　
南部光行

　　　　　　　　　　 ┣━━━━━━┓
　　　　　　　　　
波木井実長
　　
南部実光

　　　　　　　　　（
八戸氏
）　（
三戸南部氏
）
　　　　　　　 ┏━━┫　　　　　　┃
　　　　　　　
長義
　実継　　　　　時実
　　　　　　　　　　 ┃　　　　　　┣━━┳━━┓
　　　　　　　　　　長継　　　　　
宗経
　
政行
　
政光

　　　　　　　　　　 ∥　　　　　　┏━━┫　
　　　　　　　　　　
師行
　　　　　
政長
　
師行

　　　　　　　　　　 ∥
　　　　　　　　　　
政長

　　　　　　 ┏━━━┫
　　　　　新田政持　
信政

　　　　　　 ┏━━━┫
　　　　 
七戸政光
　
信光

　　　　　　　　　　 ∥━━┳━━┓
　　　　　　　　　　政光　光経　長経
　　　　　　　 ┏━━∥
　　　　　七戸政慶　長経（八戸氏）　
　　　　　　　 ┃
　　　　　　　慶春
　　　　　　　 ┃
　　　　　　　朝慶
　　　　　　　 ┃
　　　　　　　慶武
　　　　　　　 ┃
　　　　　　　康国
　　　　　　　 ┃
　　　　　　　直国
　　　　　　　 ┃
　　　　　　　
家国
```

## 武田七戸氏
九戸政実の乱に参加した七戸氏は、八戸氏分家の七戸氏のほかにもう一つあった。七戸伊勢守慶道の家である。七戸慶道は七戸朝清の子孫という武田某の子である。ただし武田某は全く七戸氏系図にみえない。一方、系譜には慶道の室が七戸朝清女とあるため、武田慶道が七戸朝清の家に入婿したと推測される。また慶道は七戸城主というが、七戸家国も七戸城主で矛盾している。七戸地方のどこかに拠ったとみられるが不明である。
慶道は九戸政実の乱で討死した。慶道の子は生き残り、長子・慶通は僧になって流浪したが慶長5年（1600年）に盛岡藩に戻り100石を得た。子孫は幕末まで南部藩士として続いた。

## 七戸直勝系の七戸氏
九戸政実の乱で七戸氏が滅ぶと、七戸城は南長義（信義）の次男・直勝が浅水城から移った。この七戸直勝は武田七戸氏の七戸慶道の名跡を継いだという（「北郡沿革大要」『七戸郷土誌稿本』）。
しかし直勝は七戸襲封の時期・在職期間・死亡年月日などが不明。直勝の次は嫡男・直時が城を継承したが、直勝の死が原因ではなく継承時期も不詳である。慶長2年（1597年）には既に直時が七戸にあったとみられるが、直勝は慶長13年・18年に寺院の造立・修造に関与している。
この七戸直勝の動向を説明する異説として、直勝は平内地方の小湊福館城主も兼ねていたとする説がある。もともと福館城には直勝と同時代の七戸隼人宗慶（慶長5年没）が拠っており、宗慶の子・尚昌が継いで陸奥津軽藩士として続いているのだが、八戸氏流七戸氏一族というだけで宗慶以前は不明である。先の異説ではこの宗慶と南直勝を同一視する。まず七戸・小湊福館両城主だった直勝は、津軽為信の計略により小湊福館城とともに津軽方に降り、津軽方では福館城を安堵され七戸宗慶と名乗ったという。慶長13年・18年の件は津軽配下となってからの事蹟とする。直勝を失った南部側は、新たに七戸城へ直時を入れた。また直時は直勝の子ではなく、直勝の兄・南康慶の子だとみなしている。（『上北町史 上巻』）
直勝の動向ははっきりしないが七戸在城は短かったとみられ、九戸の乱後で荒れた七戸地方の建て直し始めたのは2代目の直時であった。彼は2,000石を知行して南部藩の家老を務めている。
直時の跡は養子で藩主南部利直の六男・重政が相続した。しかし寛文4年（1664年）重政は兄・重直の跡を継いで重信と改名し本家・盛岡藩南部当主となったため、七戸氏は断絶した。
重信が宗家を相続したのちは、南部宗家の庶子が七戸姓を名乗った。その中で七戸直時系の名跡を継いだのは藩主となった重信の4男・英信である。元禄3年（1690年）に800石で七戸氏を継承したが、七戸地方を領地とはしていない。七戸城には英信の弟・政信の系統が支配することになり、幕末に七戸藩となっている。
英信のあとは養子で重信の一二男・舜信が継ぎ、同12年に加増され1,000石となった。舜信の次は嫡男・信有が相続したが、正徳2年（1712年）、信有は主命によって八戸利戡の末期養子となり七戸氏は再び絶家となった。
寛延2年（1749年）、英信の養女（実は英信の弟で同じく七戸を名乗った愛信の娘）を母に持つ北継賜が七戸の名跡を継ぎ100石（のち加増で200石）を与えられた。継賜の跡は継屋、志摩、求馬と続いて明治を迎えた。

### 七戸氏系図（七戸直勝系）
```
凡例

　　　　　　　　　　　　　　　　　　
南部安信

　　　　　　　　　　　　　　　　　　　 ┣━━━━━━━┓
　　　　　　　　　　　　　　　　　　南長義　　　　　
石川高信

　　　　　　　　　　　　　　　　　 （
南氏
）　　　　　　┃
　　 ┏━━━┳━━━┳━━━━┳━━━┫　　　　　　　┃
　
北信愛
室　長勝　下田直政　七戸直勝　南康義　　　
南部信直

　　　 　　　　　　　　　　　　┃　　　　　　　　　　　┃
　　　　　　　　　　　　　　七戸直時　　　　　　　　
南部利直

　　　　　　　　　　　　　　　 ∥　　　　　　　　　　　┣━━━━┓
　　　　　　　　　　　　　　　重政（重信）　　　　　七戸重政　
南部重直

　　　　　　　　　　　　　　　 ┃　　　　　　　　　　　　　　　　∥　
　　　　　　　　　　　　　　　英信（名跡継承）　　　　　　　　
南部重信
（七戸重政）
　　　　　　　　　　　　　　　 ∥　　　　　　┏━━━━┳━━━━╋━━━━┳━━━━┓　　
　　　　　　　　　　　　　　　舜信　　　　七戸舜信　七戸愛信　七戸英信　
南部行信
　七戸定信　
　 　　　　　　　　　　　　　　┣━━━┐　　　　　　　┣━━━━━━━━━┳━━┓　　
　　　　　　　（八戸家を継ぐ）信有　北節継室　　　　北節継室（舜信養女）　女子　益信
　 　　　　　　　　　　　　　　∥　　　　　　　　　　　　　　　　　　　　　∥
　　　　　　　　　　　　　　七戸継賜（北節継の子、名跡継承）　　　　　　七戸信起（三田南部家を継ぐ）
　 　　　　　　　　　　　　　　┃
　　　　　　　　　　　　　　　継屋
　 　　　　　　　　　　　　　　┃
　　　　　　　　　　　　　　　志摩
　　　　　　　　　　　　　　　 ┃
　　　　　　　　　　　　　　　求馬
```